# 页码

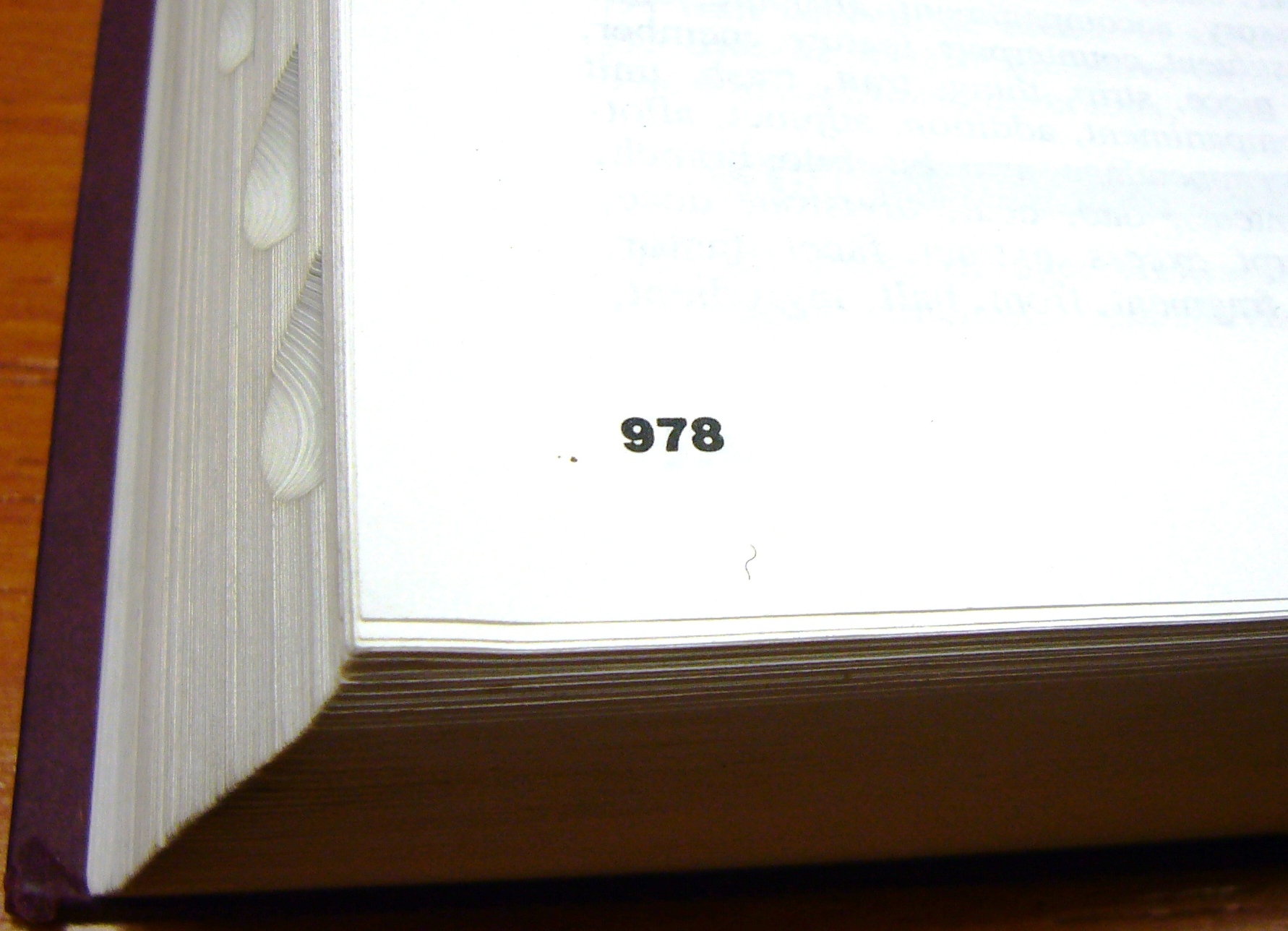
书中的页码

页码是指用来標識書籍、文檔內頁位置的阿拉伯數字、字母或罗马数字。 偶数通常用來標識書籍的左頁，而奇数则用來標識書籍的右頁。書版面中的页码必须同时满足功能和审美的需求。